# Histoire des Juifs à Jędrzejów

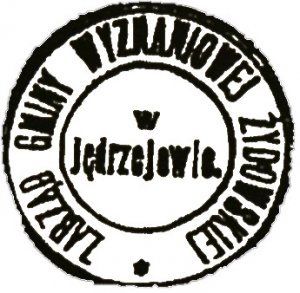
Tampon de la communauté juive

L'histoire des Juifs à Jędrzejów ne commence que dans la seconde moitié du XIXe siècle après l'annulation de leur interdiction d'installation dans la ville. La population juive va s'accroitre très rapidement jusqu'à représenter plus de 45 % de la population totale de la ville dans les années 1920-1930. Celle-ci sera anéantie lors de la Seconde Guerre mondiale. Actuellement, il n'y a plus de Juifs à Jędrzejów. 
Jędrzejów est une ville de Pologne, chef-lieu d'un powiat de la voïvodie de Sainte-Croix. Important nœud routier et ferroviaire régional, située à 37 km au sud-ouest de Kielce et à 78 km au nord de Cracovie, la ville compte actuellement un peu moins de 15 000 habitants.

## Histoire de la communauté juive

### La communauté juive avant la Première Guerre mondiale
Les Juifs n'ont pu s'installer à Jędrzejów qu'après 1862, à la suite de la publication d'un édit d'émancipation par Aleksander Wielopolski, vice-roi du royaume de Pologne, leur accordant l'égalité juridique. Avant sa mise en œuvre, la ville détenait le privilège de non tolerandis Judaeis, à l'instar de nombreuses autres localités du royaume de Pologne. Néanmoins, des marchands et des artisans juifs étaient venus à Jędrzejów avant même 1862, pour affaires, mais sans y demeurer.
Les premiers résidents juifs de la ville après 1862 sont le boucher Moszek Pępek (également appelé Berek Wypłosz) et le négociant Gitla Szpricwaser. Parmi les habitants de Jędrzejów, il y a aussi Lejbuś Berger, qui y vivait depuis de nombreuses années en tant que locataire de « consommation ». D'autres juifs arrivent dans la ville en 1863, un marchand, un boulanger et un coursier. Selon les données contenues dans le livre commémoratif des Juifs de Jędrzejów, on trouve parmi les premiers Juifs installés à Jędrzejów, trois bouchers, deux shammosim (bedeaux de la synagogue), le rabbin Jerachmiel Mincberg et l'enseignant et shohet Kuncpolski. Le premier chef de la communauté est Jechiel Gersztajn avec pour assistants Natan Zerach, Nechemia Ajzenberg et Jona Ajzenberg.
Au début de la seconde moitié du XIXe siècle, les Juifs ne constituent que 2,6 % de la population totale de Jędrzejów. En 1866, la ville devient la capitale d'un district, ce qui favorise son développement économique. D'autres changements administratifs en 1869, comme la perte de leur droit de vote sur les questions relatives à la vie quotidienne de la ville, sont « accueillis par la population juive [...] avec incrédulité et méfiance ». Ces événements n'empêchent cependant pas le développement de la communauté juive, qui ne cesse de croître tout au long de la seconde moitié du XIXe siècle.
La communauté juive est officiellement établie en 1875, faisant de Jędrzejów le troisième district synagogal après Wodzisław et Sobków. Selon le récit d'Horowitz, cette année-là marque l'arrivée de la dixième famille juive dans la ville, dont le chef est Josel Blacharz (Rubinsztajn), originaire de Wodzisław. Une grande cérémonie est organisée pour accueillir officiellement les nouveaux arrivants. La création de la communauté juive rend la vie sociale des Juifs de Jędrzejów plus facile et mieux organisée, notamment grâce à la fondation de la première maison de prière, du premier mikvé (bain rituel) et du premier cimetière juif de la ville.
Le premier rabbin de Jędrzejów, Jerachmiel Mincberg, qui a déjà exercé la même fonction à Łuków est assisté de Berl Zalcberg et d'Eliachu Gilberd. Izrael Jechiel Gersztajn préside le comité synagogal, dont les membres comprennent Natan Zerach et Jon Ajzenberg. Les principales sources de revenus de la communauté sont les taxes et les droits perçus pour le mikvé, les mariages, les funérailles, la Brit Milah (circoncision), la lecture des rouleaux de la Torah, la vente des sièges de la synagogue et les frais d'abattage rituel. En général, ces paiements ne suffisent pas à couvrir les dépenses de la communauté, qui comprennent le salaire du rabbin et l'entretien du mikvé. Les difficultés financières, caractéristiques d'un certain nombre de villes de la région, résultent de la structure professionnelle de la communauté juive. Il y a très peu de riches marchands et négociants juifs à Jędrzejów. Selon un journaliste de Gazeta Kielecka , « la ville de Jędrzejów avait auparavant une interdiction empêchant les Juifs de s'installer dans la ville et, par conséquent, il y a toujours très peu de Juifs et pas du tout de riches marchands ».
La situation économique de la communauté juive s'améliore vers la fin du XIXe siècle, lorsque ses membres deviennent plus actifs socialement et économiquement. Les familles juives vivant à Jędrzejów gèrent de petites boutiques et des ateliers d'artisans. Dans les années 1862-1880, environ 100 familles s'installent à Jędrzejów. En 1878, la ville compte 10 boulangers juifs. Plusieurs Juifs achètent des maisons dans les quartiers les plus prestigieux de la ville, notamment sur la place du marché. En 1881, Jędrzejów compte une population de 3 519 habitants, dont 521 juifs correspondant à 15 % de la population.
Jędrzejów devient rapidement une ville attractive pour la population juive. De nombreux Juifs y émigrent depuis Wodzisław, Działoszyce, Chęcin ou Pińczów, même si ces localités ont une tradition d'implantation juive beaucoup plus ancienne. Alors qu'en 1885, Jędrzejów compte 577 habitants juifs, ce nombre monte en flèche pour atteindre 948 personnes en 1888 soit 20 % de la population totale. La croissance de la population juive entraîne des changements organisationnels dans la structure de la communauté. De nouvelles crèches et une bibliothèque juive sont fondées dans la ville, et les habitants peuvent s'abonner à un large éventail de publications de presse : Izraelita, Hatzfira, Haynt et Der Moment.
Les Juifs de Jędrzejów forment une communauté économiquement diversifiée. Le rabbin Aron Wienberg reçoit un salaire annuel de 520 roubles, ce qui fait de lui l'un des rabbins les mieux payés du district de Kielce. Cependant, seul un petit groupe de membres de la communauté juive est constitué de commerçants et d'entrepreneurs fortunés. À la fin du XIXe siècle, 26 familles riches possèdent certains des bâtiments les plus impressionnants de Jędrzejów, situés sur la place du marché et le long des rues principales.
Dans la seconde moitié du XIXe siècle, les Juifs de Jędrzejów occupent une place prépondérante dans le commerce:  sur 30 magasins de proximité, 28 sont tenus par des juifs; sur 24 tavernes existantes, 14 sont dirigées par des juifs. Une dizaine de Juifs ont acheté des immeubles locatifs dans les endroits les plus prestigieux, par exemple sur la place du marché. En 1878, il y a 10 boulangers juifs dans la ville.
Les personnes aisées ne représentent que 10 % de la communauté juive, et de nombreux Juifs locaux vivent en dessous du seuil de pauvreté. Néanmoins, la population juive dynamique de la ville a modifié la structure économique globale de Jędrzejów, la faisant passer d'une colonie essentiellement agricole à un important site commercial. Jędrzejów s'est transformée en un grand centre économique, commercial, administratif et de services.
Au début du XXe siècle, la taille de la population juive à Jędrzejów se stabilise. En 1909, les Juifs représentent 30,9 % de la population totale, en 1913 - 31,6 %. Le recensement de 1897 indique un pourcentage plus élevé de la population juive, 43,5 %, car il s'appuie sur des données relatives à la présence des Juifs dans la ville un jour donné, qu'ils soient ou non enregistrés en tant que citoyens de la ville. Le nombre de Juifs dans la ville augmente en effet considérablement pendant les foires et les jours de marché, lorsque Jędrzejów est visitée par des foules de personnes venant des villes et villages voisins.
La vie juive au début du XXe siècle

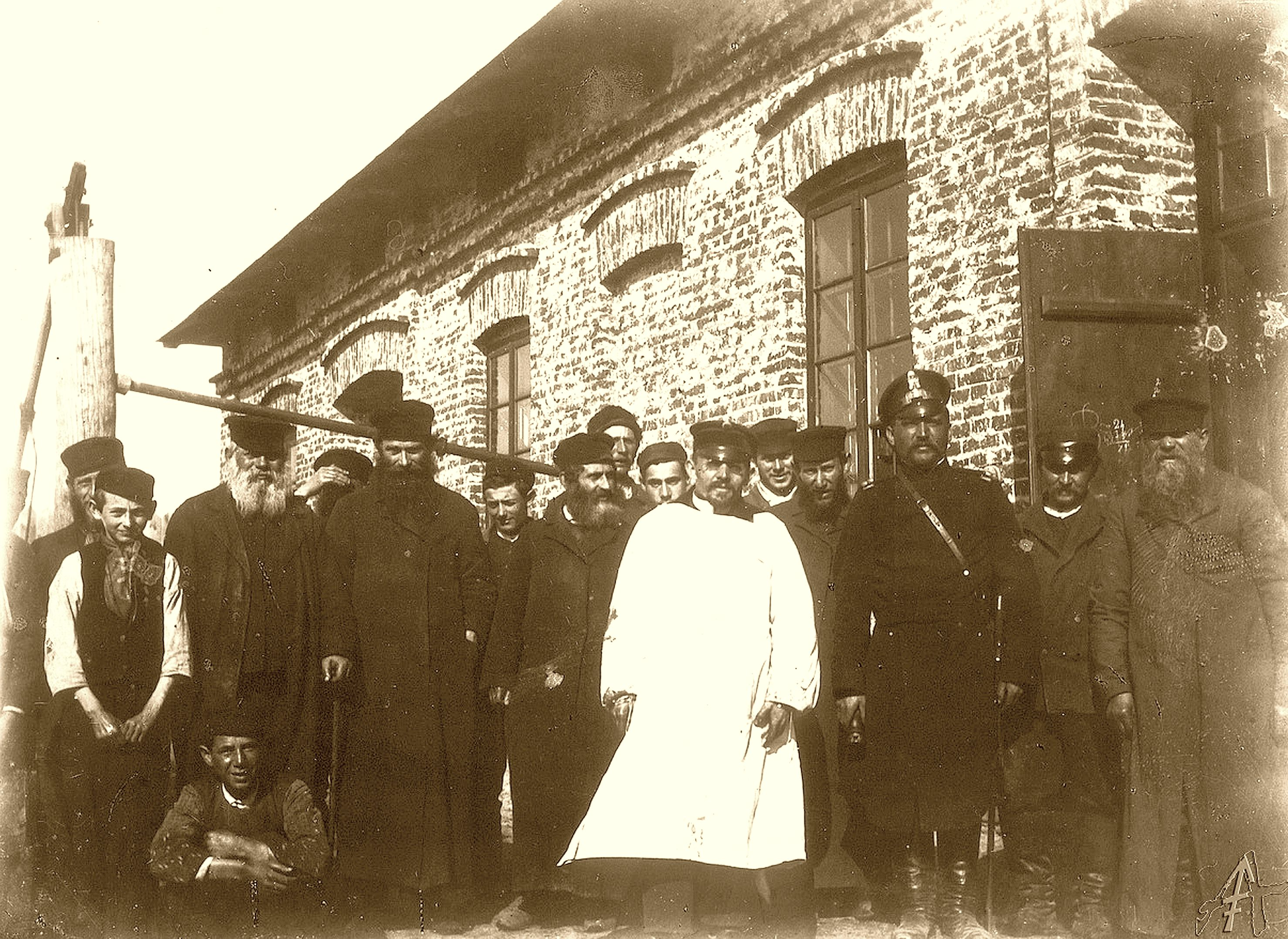
Travailleurs juifs des abattoirs en 1910
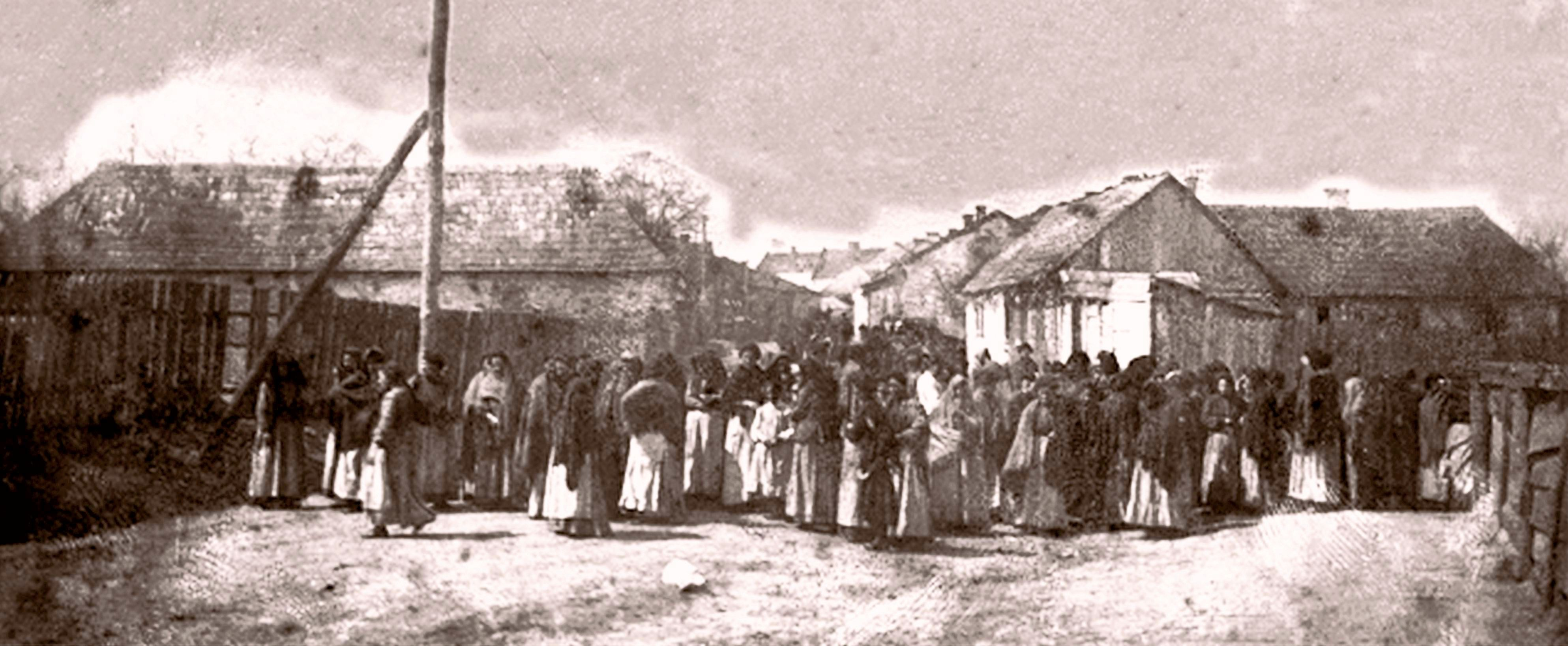
Des pleureuses à l'enterrement d'un Juif en 1911
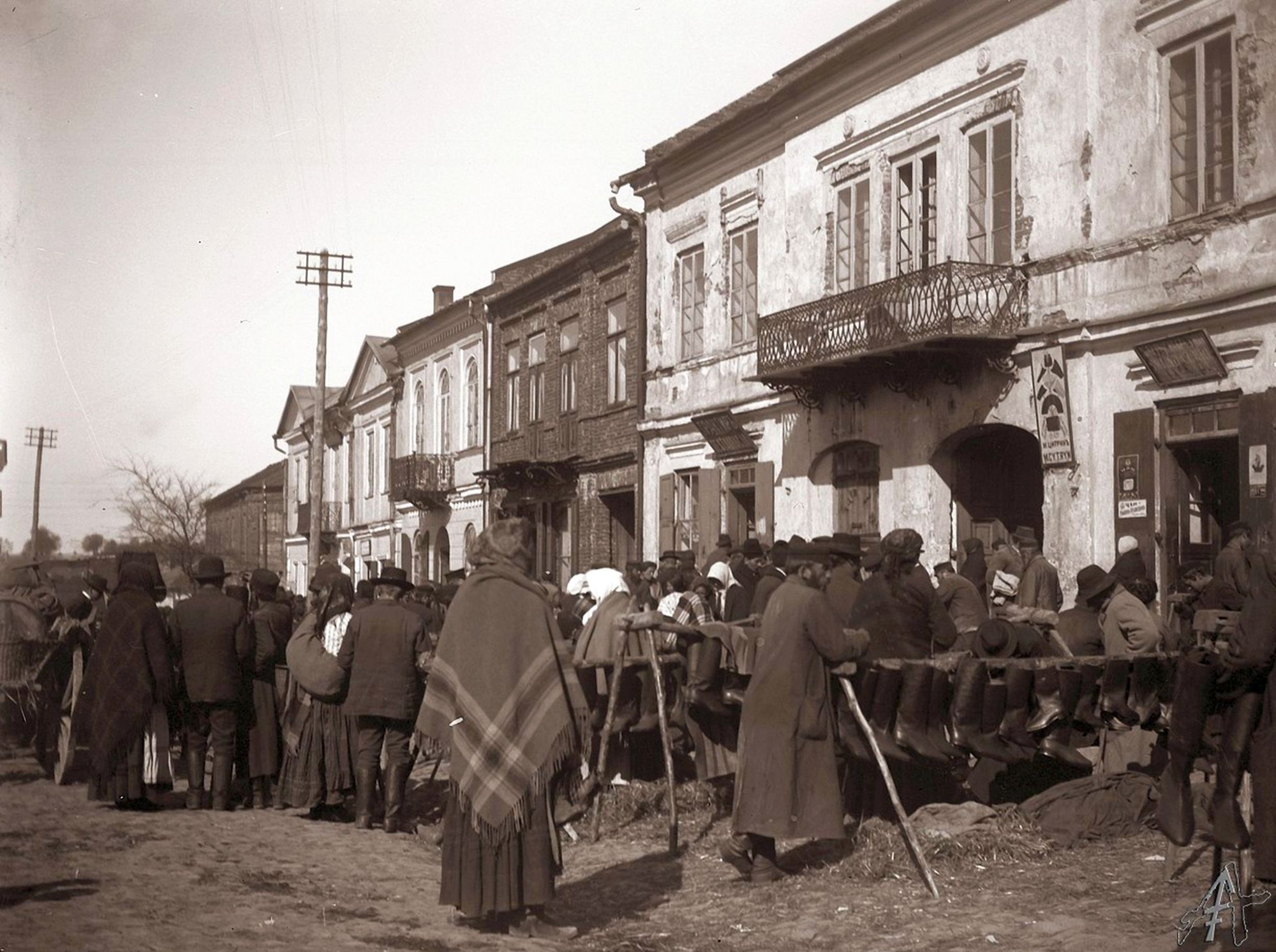
Place du marché côté est en 1914
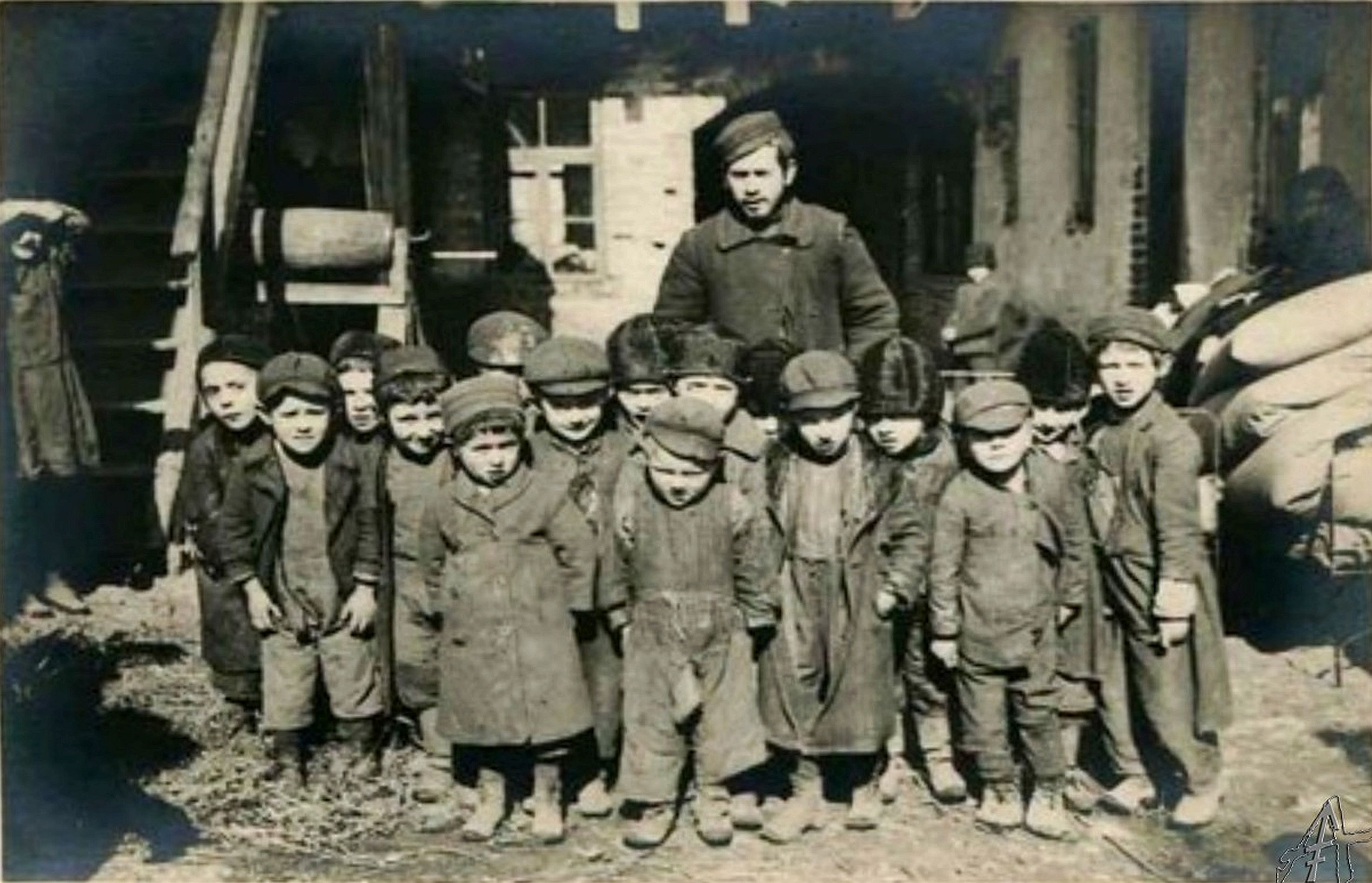
Un heder en 1915
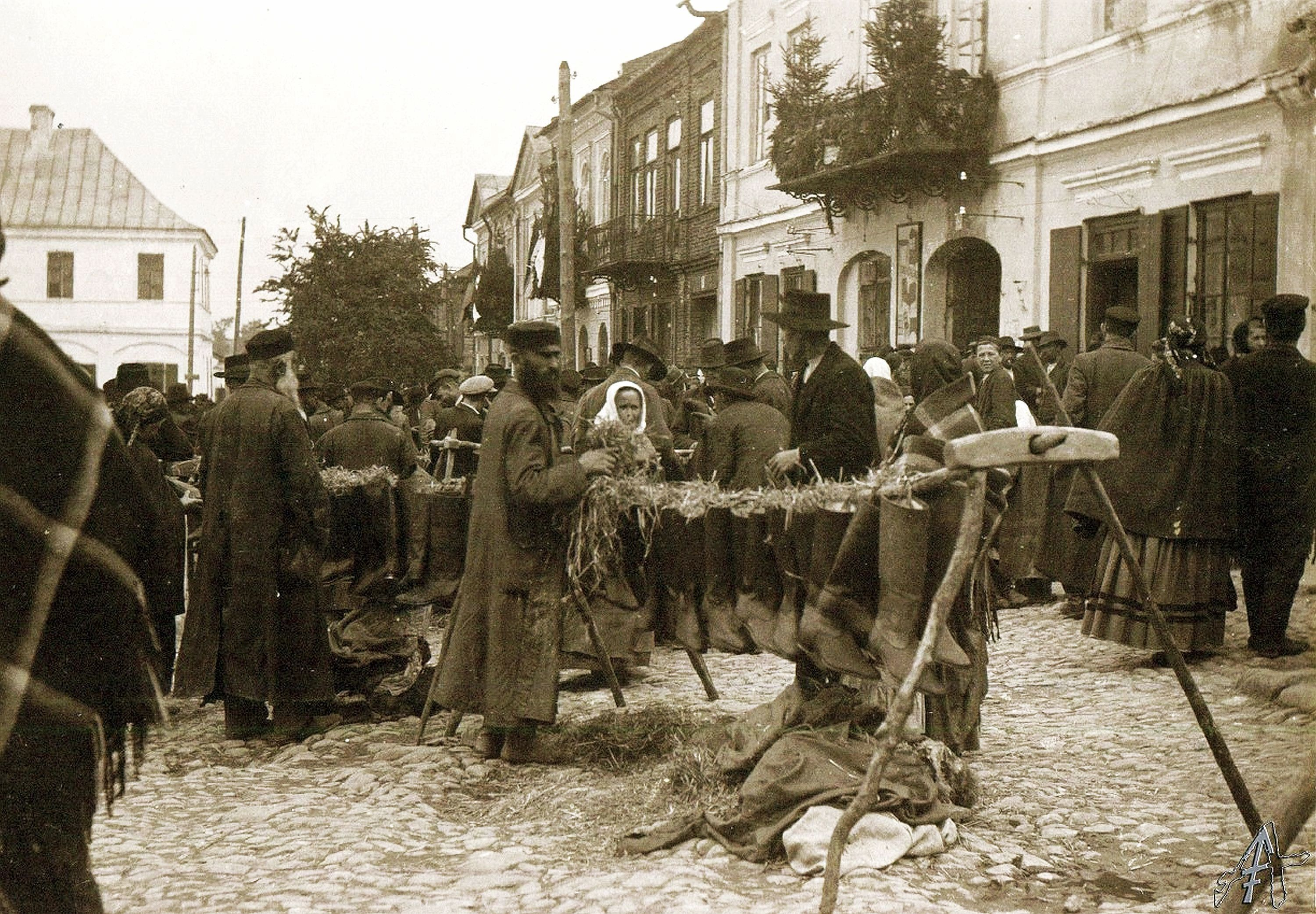
Le marché en 1916
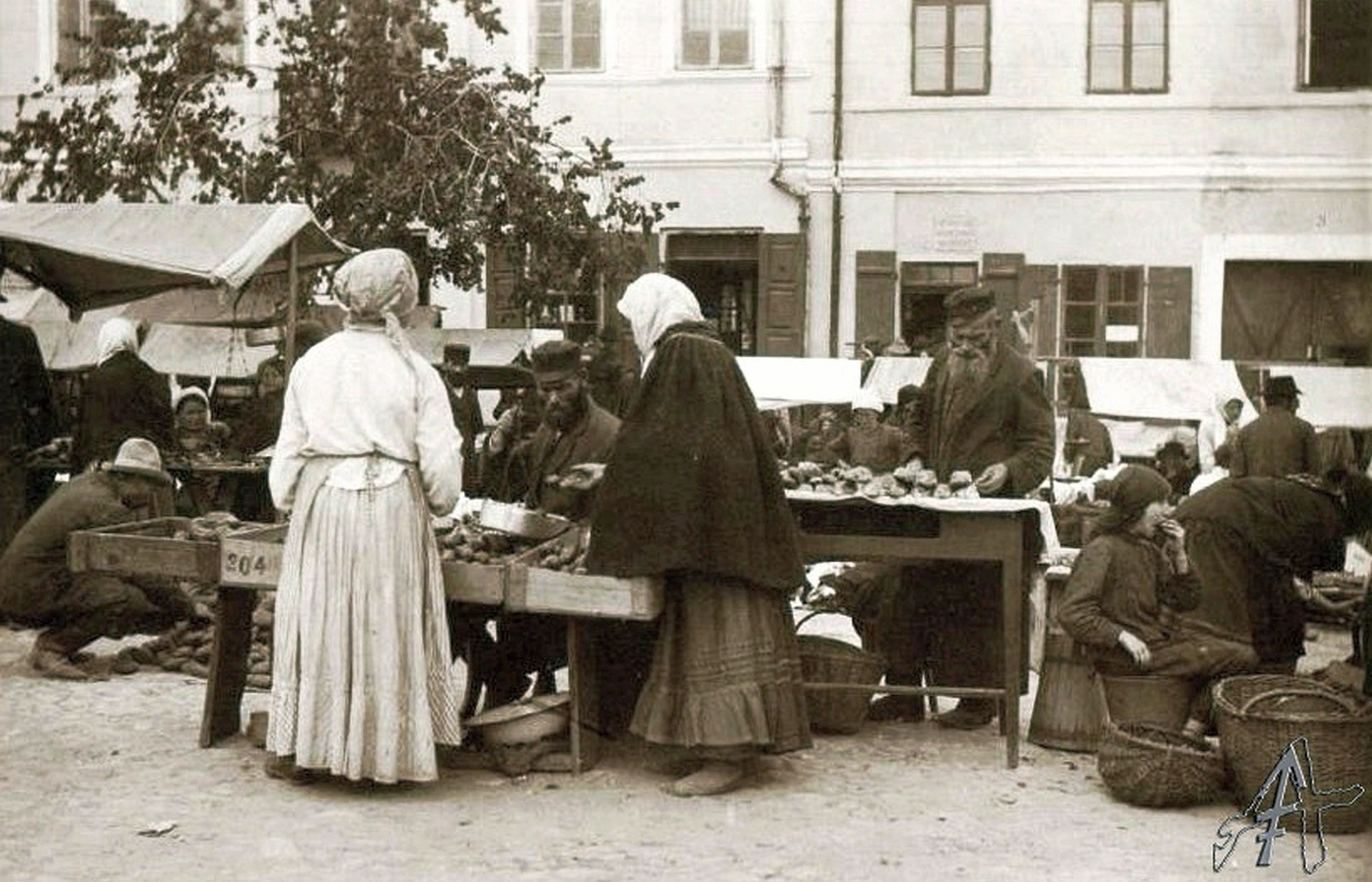
Le marché en 1916
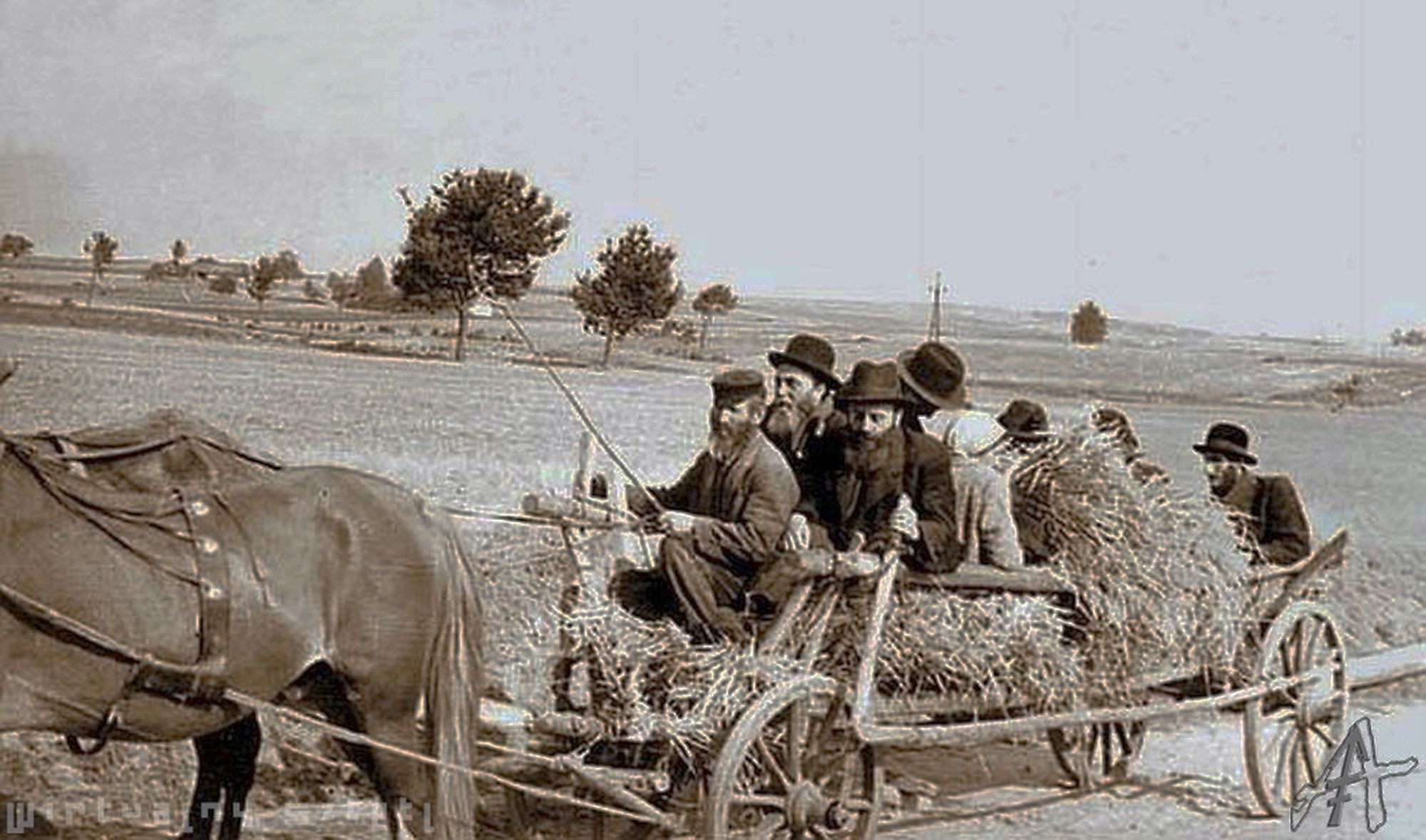
Juifs ramenant du fourrage en 1916

### L'entre-deux-guerres
Dans les années 1920, 4 585 Juifs vivent dans la ville soit 44,3 % de la population, dix ans plus tard, en 1931, ils sont 4 440 (47,1 %). En 1921, sur les 11 732 habitants de la ville, 4 685 sont juifs. Les résidents juifs de Jędrzejów se sont installés principalement sur la place du marché et dans les rues suivantes : 11 Listopada, Pińczowska, Kościelna, Kielecka, Strażacka, Łysakowska, Browarna, Piłsudskiego, Kolejowa, Poklasztorna et Skroniowska.
La ville compte trois librairies juives et une imprimerie appartenant à Zełma Mordkowicz. Les marchands locaux ouvrent leurs boutiques principalement sur la place du marché et dans les rues adjacentes : Łysakowska, Klasztorna, Kielecka, Pińczowska.
L'élite juive de la ville est constituée des professions libérales : 6 médecins; 3 feldshers (assistants médicaux); un juge magistrat, Mojżesz Tenenbaum; le directeur de l'école secondaire inférieure juive pour filles ainsi que des enseignants des crèches, le rabbin et les membres du conseil de la communauté..
Dans les années 1924-1939, la fonction de rabbin est assurée par Szaja Wajsberg qui a succédé à Aron Weinberg.
À Jędrzejów, il y a une synagogue et plusieurs maisons de prière, appelées shtiebelekh, accueillant diverses branches du judaïsme. Comme l'écrit Sabina Rachel Kałowska dans ses mémoires:
« ... il y avait une maison de prière à Jędrzejów, appelée shtiebel. Je me souviens qu'une fois, un tsadik de Chełm est venu à Jędrzejów, j'avais alors environ huit ans. Des foules de hassidim se sont rendues à la gare pour accueillir le célèbre rabbin. Le tsadik a traversé la ville dans une calèche à grandes roues. De jeunes Juifs et des enfants couraient dans tous les sens, pleins d'exaltation et de joie.... Il y avait aussi un lieu de prière dans la maison de mes grands-parents. Dans le coin d'une grande pièce, il y avait une armoire spéciale dans laquelle la Torah était conservée. Les gens s'y réunissaient pour prier. [...] Mon père avait l'habitude de prier dans un autre endroit…C'est là que mon père dirigeait les prières, il était connu pour sa voix puissante »
Pendant l'entre-deux-guerres, la communauté juive n'est pas particulièrement riche. Par exemple, en 1939, seuls 531 membres de la communauté, sur un total de 5 446 personnes payent des cotisations. Les personnes les plus aisées qui versent une contribution de 100 à 500 złotys ne représentent que 7 % de la communauté. En revanche, les membres de la classe moyenne, qui versent une contribution de 25 à 100 złotys par an, représentent 31 %. Les autres payent moins de 25 złotys. 176 membres de la communauté payent le taux le plus bas de 2 złotys. Plusieurs Juifs paient des cotisations bien que vivant dans une autre ville. C'est par exemple le cas d'Izrael Rozenberg, de Zysia Szwarcbard et de Gocel Wilczek de Łódź, d'Izrael Posfinowski de Miechów, de Chan Rubinek de Kielce. Tous possédent cependant des ateliers d'artisanat à Jędrzejów.
La communauté est gérée par un conseil, dont les responsabilités, conformément aux règlements officiels de 1927, se limitent à fournir à la communauté juive des services religieux et communautaires : éducation, gestion du cimetière, des synagogues, de la cacherout, etc. En outre, les membres du conseil sont autorisés à gérer l'aide aux plus démunis. Les cotisations couvrent le salaire du rabbin, du secrétaire et des shochetim (abatteurs rituels).
L'une des principales tâches du conseil de la communauté est de gérer le budget annuel. La communauté tire ses revenus principalement des contributions liées aux offices et fêtes, ainsi que des redevances du cimetière, de la vente des tombes, des fours à cachériser et des contributions sur l'abattage rituel. Les dépenses comprennent : le salaire du rabbin et des responsables religieux, les frais d'entretien de la synagogue, du mikvé (bain rituel), la rénovation et la construction de bâtiments religieux et administratifs ainsi que des activités caritatives. Une partie du budget de la communauté est aussi allouée au financement d'écoles, telles que le Talmud-Torah, Beit Yaakov et le Tarbut, ainsi qu'à une société de prêt sans intérêt, à l'association caritative Linas Hatsedek qui fournit une assistance aux malades, aux faibles et aux personnes âgées, ainsi qu'un logement à ceux qui en ont besoin, et à la bibliothèque de Beit Yaakov. Les émigrants sont également soutenus par la communauté
En 1939, sur les 400 enfants de la communauté, 100 reçoivent une instruction juive poussée, tandis que les autres ne reçoivent qu'une éducation de base. Il n'y a pas d'école secondaire juive dans la ville. Un petit groupe d'élèves suit donc un enseignement général à l'école secondaire mixte du district de Jędrzejów. Dans les années 1938-1939, le pourcentage d'élèves juifs dans l'école secondaire s'élève à 4,6 % sur un total de 415 écoliers. Comme le décrit S.R. Kałowska.
« …Il n'y avait pas d'école juive générale à Jędrzejów, il n'y avait que l'école dite Beit Yaakov qui enseignait la langue juive, la Torah, l'histoire juive. C'était une école pour filles et mon père m'y a envoyée lorsque je suis venue vivre avec lui. Je n'étais pas très enthousiaste à l'idée d'y aller... Nous devions porter des vêtements à manches longues, des bas…J'ai cessé d'aller à Beit Yaakov et je me suis inscrite dans une école primaire polonaise... Il y avait plusieurs écoles primaires à Jędrzejów, mais dans notre quartier, une nouvelle école était en construction. Elle était faite de bois laissé sur place après le démantèlement du manoir Radziwiłł, près de Nagłowice. La nouvelle école, construite près de la gare, a reçu le numéro 3. L'ancienne école élémentaire était située au centre de la ville. Il y avait une école secondaire inférieure... notre classe comptait 25 enfants, dont cinq élèves juifs. Si je me souviens bien, l'atmosphère de l'école n'était pas particulièrement antisémite. Je ne me souviens que d'un seul incident. L'une des enseignantes, Maria Pawlikowska, qui venait de Cracovie, a dit une fois en quatrième année : « Je donnerais 20 zlotys aux pauvres pour qu'ils se débarrassent de ces Juifs... » Elle nous mettait parfois en retenue sans raison… Pendant la guerre, je n'allais plus à l'école, mais des classes secrètes étaient organisées et j'y participais également. Ils avaient lieu dans la maison de la famille Leszczyński et étaient dirigés par M. Żurek. Il y avait 10 élèves, dont un juif – moi »
Pendant l'entre-deux-guerres, la vie politique, sociale et culturelle juive s'épanouit dans tout le district. Les premières organisations politiques ouvrent leur office à Jędrzejów dans les années 1902-1903. À cette époque, les premiers sionistes apparaissent dans la ville et influencent de manière significative la vie des habitants, par exemple en créant la première bibliothèque publique de Jędrzejów en 1909.
Le parti le plus populaire parmi la population juive locale est le mouvement des sionistes religieux Mizrachi. L'Organisation sioniste et la cellule locale des sionistes révisionnistes jouissent également d'une influence significative,.
Les partis jouent un rôle actif dans la vie des Juifs de Jędrzejów en organisant de nombreuses conférences et débats ; par exemple, le 18 mai 1937, une conférence est organisée sur « La lutte pour une Palestine juive ». Les militants politiques sont également impliqués dans les campagnes préélectorales, faisant campagne pour divers partis:  le 18 octobre 1930 par exemple, Levi Majer prononce un discours à la synagogue devant une foule de 600 Juifs. Le 25 octobre 1930, une réunion du comité orthodoxe se tient à Jędrzejów avec également 600 personnes présentes, au cours de laquelle le rabbin prononce un discours. Le 7 novembre 1930, un rassemblement sioniste a lieu dans la ville.
Néanmoins, les militants politiques juifs n'obtiennent pas une présence importante au sein des autorités municipales et de district, qui sont dominées par les chrétiens pendant toute la période de l'entre-deux-guerres. Dans les années 1930, le conseil municipal compte environ 15 à 17 % de membres juifs alors que la communauté juive représente plus de 40 % de la population. Dans les années 1918-1922, M. Tenenbaum occupe le poste de juge d'instance.
Plusieurs organisations caritatives juives fonctionnent à Jędrzejów: la Hevra Kaddisha (société du dernier devoir, qui s'occupe des funérailles et des personnes endeuillées); la Linas Hatsedek (société d'entraide pour la protection des veuves et des orphelins) enregistrée le 7 avril 1925 et dont le président est Izrael Dawid Zelcer; la Gemilut Chesed (acte de bonté. Société de prêt sans intérêt) enregistrée le 14 mars 1927 et dont le président est le banquier Boruch Mendel; la Stowarzyszanie Pomocy Studiującym Żydom (Association d'aide aux étudiants juifs) dont le président est le dentiste Julian Szaferman; la Stowarzyszenie Rzemieślników Żydowskich (Association des artisans juifs) dont le président dans l'entre-deux-guerres est Chila Alter Tappioł; l'association Muza d'art, de musique juive et de théâtre, l'une des associations les plus actives, fondée par 3 marchands, 2 coiffeurs, deux horlogers, un tailleur, un peintre et un meunier est enregistrée en 1925,.
Plusieurs journaux juifs, principalement en yiddish, sont publiés dans le district de Jędrzejów. En 1927, on a: Haynt (en); Der Moment; Nasz Przegląd; Welt Shpigel; Unzer Lebn; Der Jugnd; Jung Wetter; Naye Folks Shtime; Dos Wort et Der Morgen. Certaines de ces publications ont eu une vie éphémère de quelques numéros seulement. 
En 1929, la bibliothèque  I.L. Peretz de Jędrzejów possède un catalogue de 1 360 livres. L'établissement de la bibliothèques Peretz dans la région, au cours des années 1920, n'a pas été très bien accueilli par les autorités locales qui les soupçonnent d'attirer la jeunesse « communiste et gauchiste ». Elle fait donc l'objet d'une surveillance stricte de la part de la police et de l'administration.  
Á Jędrzejów, quatre bibliothèques juive reçoivent elles des subventions de la communauté: la bibliothèque Herzliya avec 416 livres en 1929, gérée par l'Organisation sioniste; la bibliothèque Jawne, tenue par Mizrahi; la bibliothèque Bet Jaakow à l'école religieuse pour filles; la bibliothèque de Ceurej, sous l'influence d'Agoudat Israelt.
Dès la fin du XIXe siècle, une école Talmud Torah fonctionne dans la salle de prière réservée aux femmes de la synagogue de Jędrzejów. Environ 150 des enfants parmi les plus pauvres fréquentent l'école chaque année, où ils y reçoivent également des vêtements et de la nourriture. Pendant toute la période de l'entre-deux-guerres, le Talmud Torah est subventionné par la communauté juive et par la ville de Jędrzejów pour un montant allant de 2 000 jusqu'à 4 000 złotys par an. En 1931, les héritiers d'A. Szternfeld font un don de 4 000 złotys pour la construction d'une nouvelle école Talmud Torah.  Les travaux commencent en 1932 sur la place située à côté de la synagogue. L'association gère en plus une crèche pour les tout jeunes enfants et organise en plus des cours d'artisanat. Son objectif est de fournir une éducation aux Juifs pauvres. L'association est influencée par les sionistes religieux du parti Mizrahi.
De la fin du XIXe siècle à la Première Guerre mondiale, il existe aussi plusieurs petits heders privés. En 1926, la communauté décide de reconstruire le heder détruit de Jasod Hatora, qui était sous l'influence des Juifs orthodoxes d'Agoudat Israel. 
En 1928 et 1929, la communauté alloue 3 500 złotys pour achever la construction d'une école religieuse. La construction de l'école est également soutenue par un don de 1 800 złoty de Lejb Eisenberg. L'école, ouverte en 1928, est fréquentée par 180 enfants qui payent des frais de scolarité en fonction de la richesse de leurs parents.
La communauté juive soutient également l'école Bet Jaakow avec une subvention de 1 000 złotys par an, qui donne des cours du soir de religion juive aux jeunes filles fréquentant les écoles publiques. L'école tourne avec un seul professeur. Jusqu'en 1931, une petite école à Jędrzejów est également dirigée par l'Association culturelle et éducative Jawne. L'Association culturelle sioniste Tarbut, d'autre part, dirige une école gratuite pour les enfants.
Jędrzejów est une ville typique de la province de Kielce, où chrétiens et Juifs vivent côte à côte. Sabina Rachel Kałowska décrit la réalité de leurs relations mutuelles dans ses mémoires:
« À Jędrzejów, nous nous sentions chez nous, même si, de différentes manières, ils nous faisaient comprendre que nous n'étions pas à notre place. Une fois, alors que j'avais quatre ou cinq ans, un enfant polonais a crié : « Juif, tu as crucifié Jésus. Va en Palestine, là où est ta place, espèce de parch (youpin). » [...] Dans les dernières années avant la guerre, les sentiments antijuifs s'exprimaient ouvertement. À Jędrzejów, le cerveau de la plupart des incidents antisémites était Siewior, un nationaliste qui vivait rue Klasztorna. Le jeudi était un jour de marché à Jędrzejów et de nombreux agriculteurs venaient en ville depuis les villages voisins. Les nationalistes faisaient le piquet devant les magasins juifs pour empêcher les gens d'acheter des produits juifs, brisaient les vitrines et provoquaient diverses rixes.. »
.
Zofia Przypkowska née Horst écrit dans ses mémoires: 
« Les catholiques n'aimaient pas les Juifs et les traitaient avec un certain dédain, ce qui était principalement dû à la concurrence et à la jalousie. Ils étaient plus débrouillards et plus travailleurs, que ce soit dans le commerce ou dans l'éducation, et il était donc difficile de leur faire concurrence »
Dans les années 1919-1921, le groupe professionnel le plus important est celui des commerçants avec plus de 61%, principalement des représentants du petit commerce, des colporteurs et des commerçants ambulants. Le deuxième groupe est constitué d'artisans avec 27,2 %, représentant principalement : cordonniers, tailleurs, boulangers, et dans une moindre mesure : ferblantiers, guêtriers, menuisiers, peintres et bouchers. La plupart des Juifs travaillent en indépendant, parfois avec le soutien de leur famille. 
Cependant, certains Juifs de Jędrzejów ont réussi à s'enrichir en étant actifs dans l'industrie forestière et alimentaire, comme Mendel Nunberg originaire de Będzin, Wolf Spirytus de Radoszyce, Iser Zelman de Wolbrom, Szlomo Gąsierowicz de Radomsko, Mosze Besler, Mosze Blumenkanc, Zelig Maner, Meir Ahronson et Szlomo Rosen). Les Juifs sont aussi dans les industries minières et métallurgiques. A cette époque, trois usines de gypse sont créées par des juifs. Il y a une usine de machines et une fonderie appartenant à Kirsztajn. L'un des plus grands magnats est Józef Dikerman, qui a ouvert une usine produisant initialement des fers à cheval et qui avec le temps, l'a transformée en la plus grande usine de produits métalliques, utilisant de l'énergie électrique et des machines modernes importées d'Allemagne .
Les années 1930 sont marquées par une intensification de la violence antisémite. Par exemple, en septembre 1939, la police de Jędrzejów empêche des émeutes antijuives planifiées par la section locale du parti national à l'initiative de son vice-président, Wojciech Siewior. Le 2 mai 1937, des milices du parti national tentent d'empêcher les gens d'acheter de la viande dans les boucheries juives.
La communauté juive de Jędrzejów compte jusqu'à 5 440 membres en 1934. Elle intègre les résidents juifs de Sobków, Przesławice, Mierzwin, Brzegi. À l'époque, elle peut prétendre au statut de grande communauté, mais l'idée est abandonnée en raison des implications fiscales.

### LaSeconde Guerre mondialeet laShoah
En 1939, 9 513 Juifs vivent dans le district dont entre 3 000 et 4 000 dans la ville de Jędrzejów. Dès l'entrée de la Wehrmacht dans Jędrzejów, l'administration allemande est mise en place. Au début de la guerre, Zofia Przypkowska se souvient que l'un des premiers actes de terreur a été l'assassinat d'un juif innocent sur la place du marché.
Le premier Kreishauptmann (chef de district) est le Dr. Karl Glehn (de), qui occupe le poste jusqu'en octobre 1940. Le Dr Friedrich von Balluseck (de) lui succède de novembre 1940 jusqu'à avril 1942. Le dernier Kreishauptmann est Bernard Hofer qui occupe le poste jusqu'en janvier 1945.
Le ghetto de Jędrzejów est créé au printemps 1940 et a fonctionné jusqu'au 16 septembre 1942. Les Allemands rassemblent tous les Juifs des villages environnants et les transportent à Jędrzejów. Le périmètre du ghetto longe plusieurs rues, notamment les rues Łysakowska et Pińczowska. En novembre 1940, 4 200 Juifs y sont détenus. La situation dans le ghetto est effroyable, le manque de nourriture et de soins provoque de nombreux morts. 
« :Les Allemands se sentaient maîtres de la situation en toute impunité. L'un d'eux était connu pour sa cruauté. Il s'appelait Kap. Chaque fois qu'il sortait dans la rue, il était évident que quelqu'un serait sa victime. C'était un sadique, il traquait un juif, un mendiant ou un autre et le tuait... Finalement, les partisans décidèrent d'y mettre un terme. A la fin de l'été 1941, ils enlevèrent Kap et un autre nazi, les emmenèrent hors de la ville et les tuèrent tous les deux. En représailles, les Allemands arrêtèrent 10 personnes parmi l'intelligentsia et les fusillèrent »

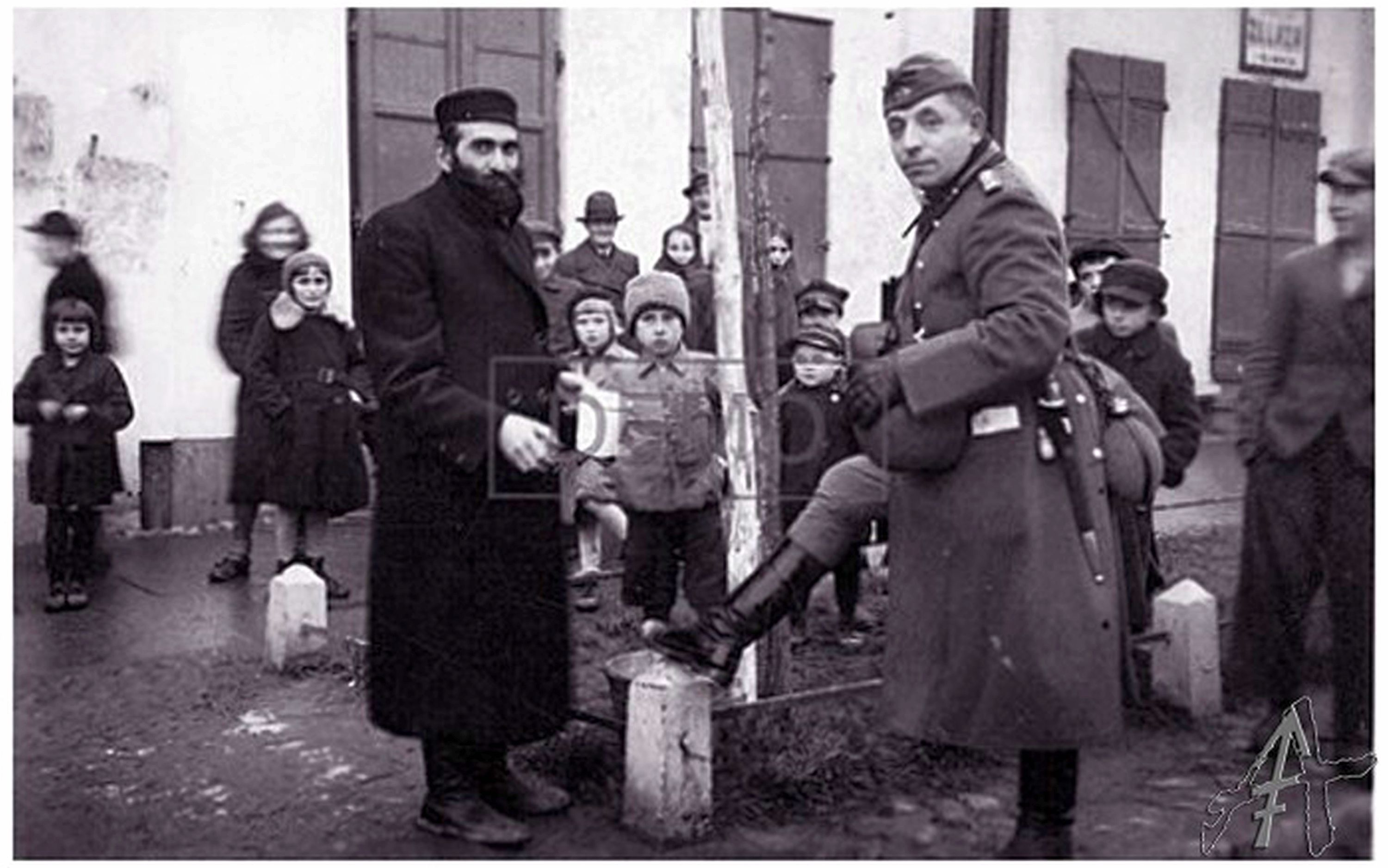
Juif devant cirer les bottes d'un Allemand, 1940
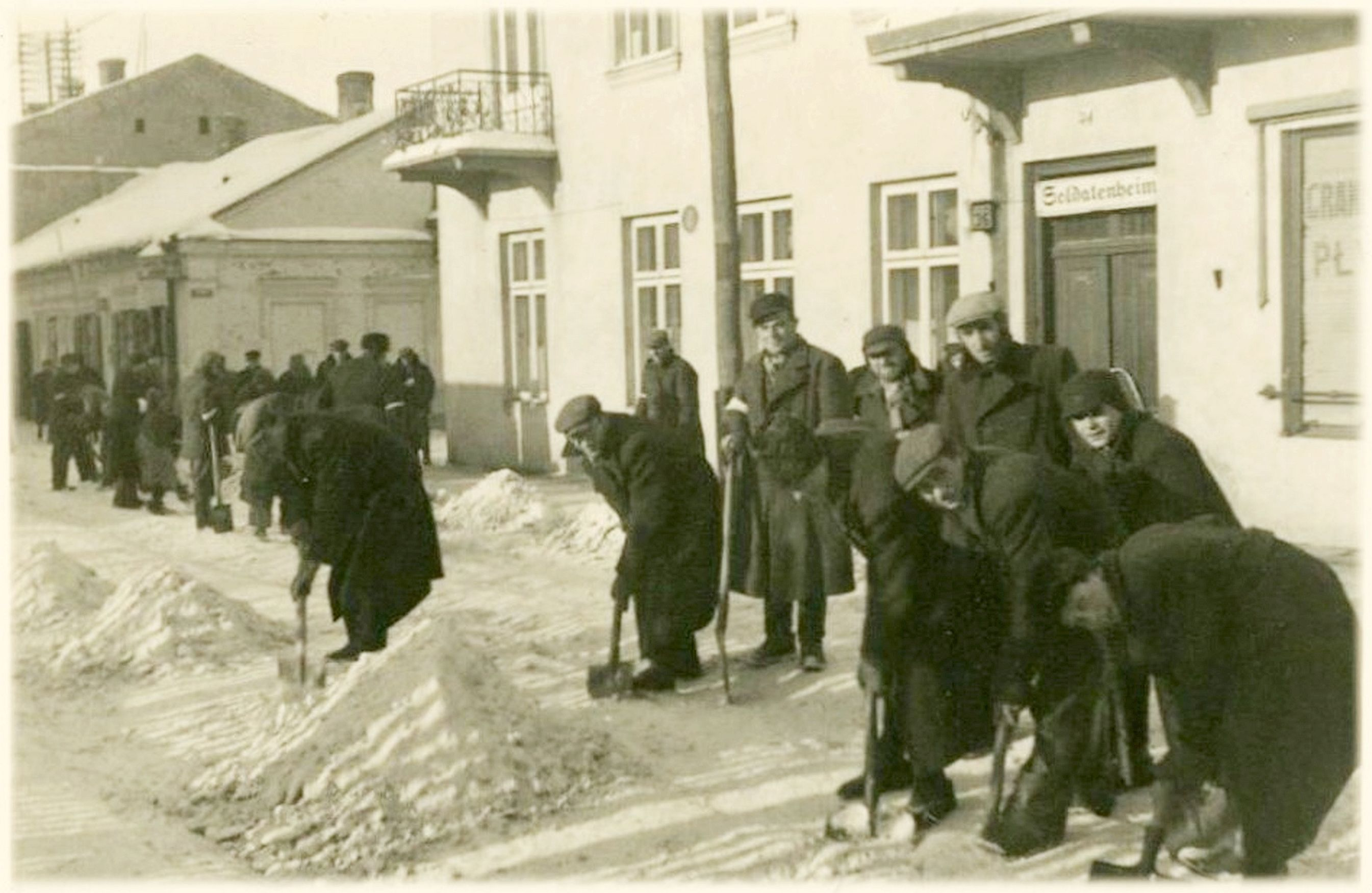
, Angle des rues du 11 novembre et Krótka. Juifs travaillant au déneigement de la rue, 1940
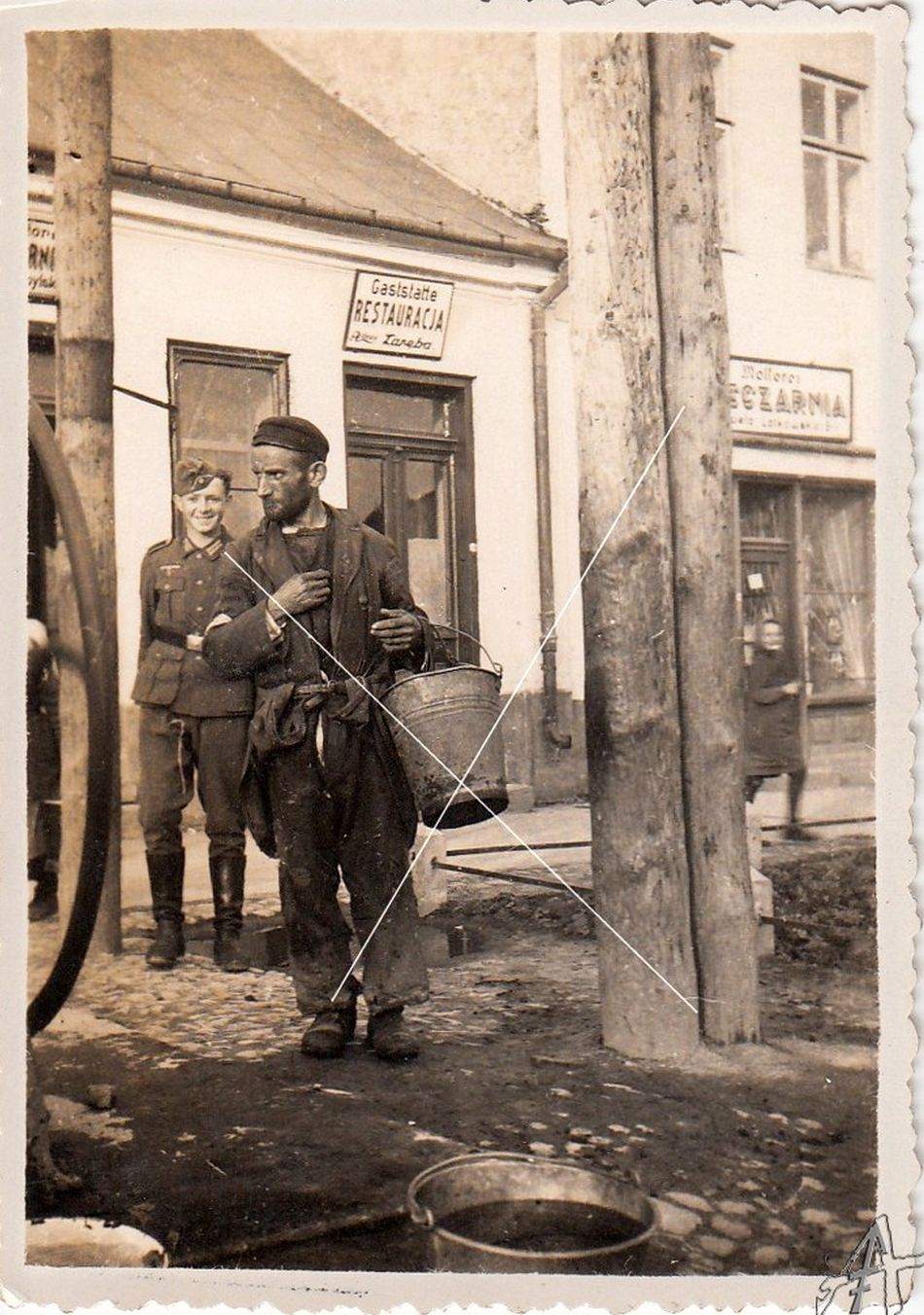
Un Juif dans le ghetto en 1941

Le Dr Hirsz Beer de Glogau (maintenant Glogów) organise la Zydowska Samopomoc Spoleczna (ZSS – Organisation juive d'entraide sociale) et ouvre une soupe populaire.  Le 16 aout 1940, il est nommé membre du Żydowskiego Komitetu Opiekuńczego Powiatowego (ZKOP - Comité de protection sociale juif) du district de Jedrzejow, mis en place par le Kreishauptmann pour prendre en charge l'aide sociale du Judenrat. Cette nomination est mal vue par certains membres du Judenrat dont Pinkus Teitelbaum, qui essaiera de saper le travail de Beer. Cette lutte d'influence va durer pendant toute l'existence du ghetto. Les 14 membres du Judenrat et leur famille, vivent dans la plus grande maison de Jedrzejow, tandis que près de 4 200 personnes sont entassées à trois ou quatre familles dans une seule pièce. De nombreux résidents du ghetto acccusent le Judenrat de corruption.
Une police juive de 10 hommes est créée pour maintenir l'ordre dans le ghetto et pour assister le comité d'assainissement chargé du maintien de la propreté dans le ghetto. Jakob Mermelsztajn, un des membres du Judenrat est le commandant de cette police. Sur ordre du Kreishauptmann, le nombre de policiers juifs passe à 18 en juin 1941. Les tâches suivantes sont ajoutées : surveiller le ghetto avec la Wehrmacht, faire respecter le couvre-feu, lutter contre la contrebande et la mendicité. En décembre 1941, la police juive s'établit au 12 rue Pinczow et ses membres reçoivent comme instruction de tirer sur les personnes quittant le ghetto sans permis. En mars 1942, le ghetto est entouré d'une clôture en fil de fer barbelé, et le contact entre Juifs et non-juifs est interdit. En juin 1942, Georg Wall devient le nouveau commandant de la police juive à Jedrzejow, avec 20 policiers sous ses ordres pour contrôler les 3 807 résidents du ghetto.
Le 28 aout 1942, les Juifs des localités voisines sont évacués vers Jędrzejów faisant bondir le nombre d'habitants du ghetto à environ 6 000 personnes en septembre. Les nouveaux arrivants sont originaires des villes et villages de Lelów (382 personnes), de Małogoszcz (en deux étapes: 830 personnes en août et 300 en septembre), de Mierzwin (126 personnes), de Nagłowice (152 personnes), de Nawarzyce (193 personnes), de Prząsław (136 personnes), et de Sobków (600 personnes) et en moins grands nombre de Brzegi, Oksa, Węgleszyn, Prząsław,  Mierzwin et Rakow.
La liquidation du ghetto a lieu peu après la fête de Yom Kippour, le 16 septembre 1942. Les Allemands encerclent le quartier fermé et commencent à faire sortir les gens de chez eux pour les amener sur la place du marché, qui s'étend de la rue Lysakowska vers le bas et borde la zone du ghetto. Une sélection est effectuée par le SS-Hauptsturmführer Ernst Thomas: environ 240 Juifs sont renvoyés dans le ghetto, principalement les membres du Judenrat et leur famille. Un peu moins de 200 Juifs robustes sont sélectionnés pour aller travailler dans les usines Hugo Schneider Aktiengesellschaft Metallwarenfabrik (HASAG) à Skarżysko-Kamienna et Częstochowa pour y fabriquer des munitions. Quelques hommes sont sélectionnés pour le camp de travail au dépôt de chemin de fer de Sędziszów.  De la place, le reste des Juifs est embarqué dans des trains à destination du camp d'extermination nazi de Treblinka.
Une documentation photographique unique de ce crime (au moins 7 photos) est prise par Ryszard Kruk, un membre de la résistance, qui sera tué par les Allemands cinq mois plus tard le 17 février 1943 alors qu'il tente de s'échapper d'Auschwitz.
Après la liquidation du ghetto, les Allemands transfèrent les personnes restantes, environ 100 Juifs, dans ce que l'on appelle le petit ghetto, qui lui est liquidé en février 1943. Les occupants sont envoyés à l'usine HASAG de Skarżysko-Kamienna à l'exception de 35 d'entre eux qui trop faibles sont abattus sur place.   
Certains Juifs réussissent à s'échapper du ghetto, mais seuls quelques-uns survivent à la guerre. Sur plus de 4 000 Juifs vivant dans la ville au début de la guerre, seuls 80 ont survécu à la guerre. Cinquante-sept personnes sont revenues des camps de concentration, 11 ont survécu dans la clandestinité et 12 sont revenues d'Union soviétique où ils avaient cherché refuge.  
Photos prises par Ryszard Kruk (1922-1943) de la déportation des Juifs de Jędrzejów

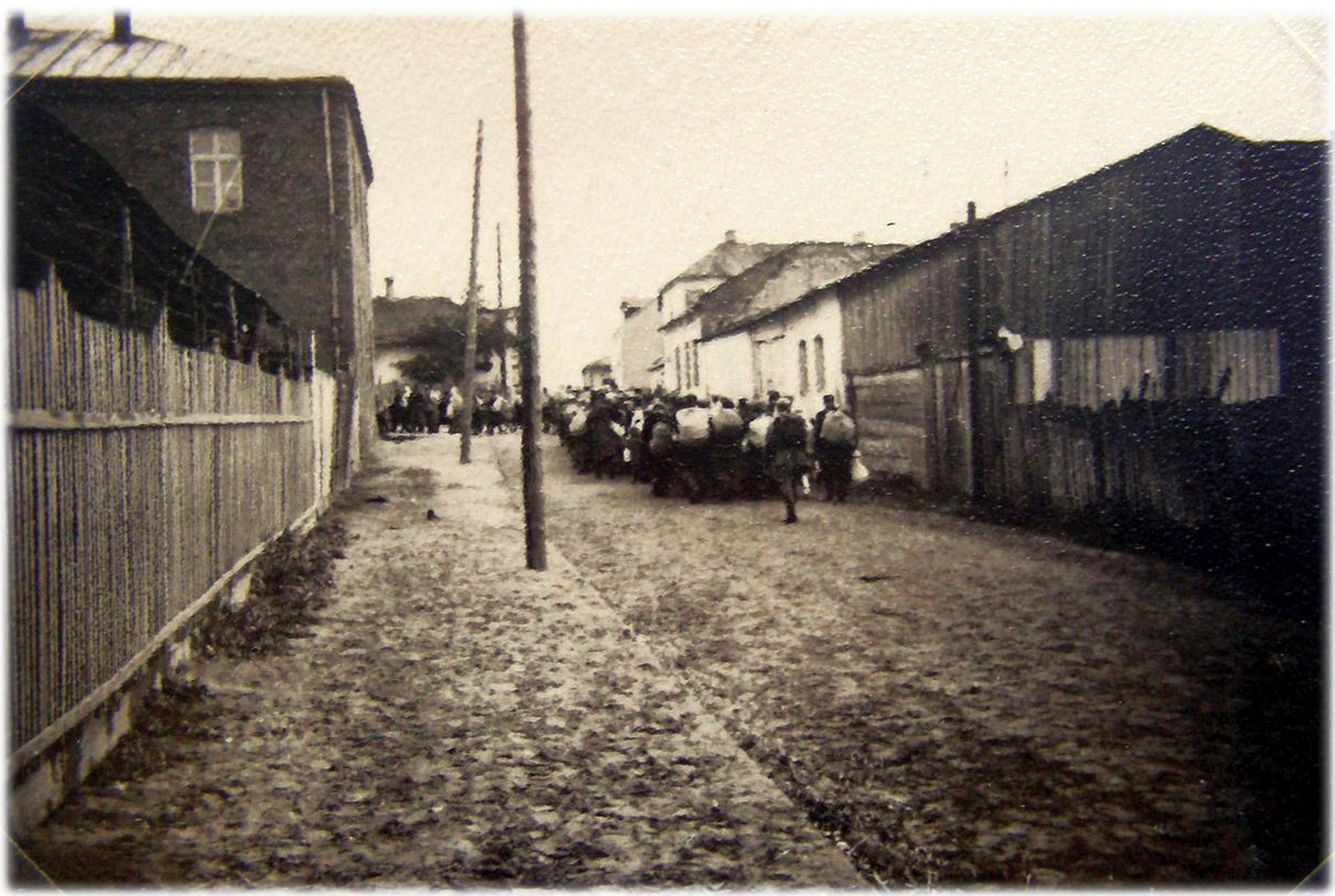
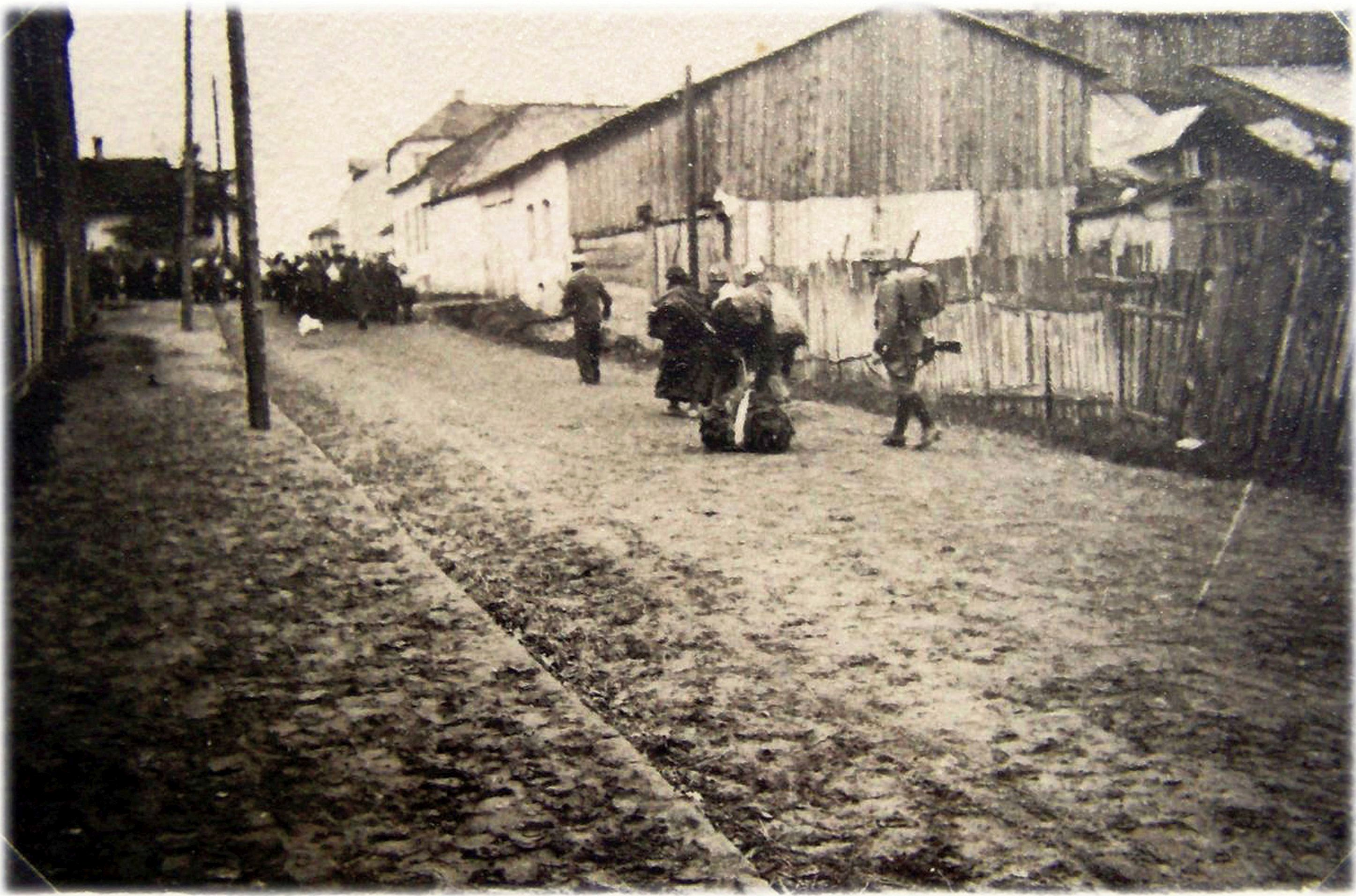
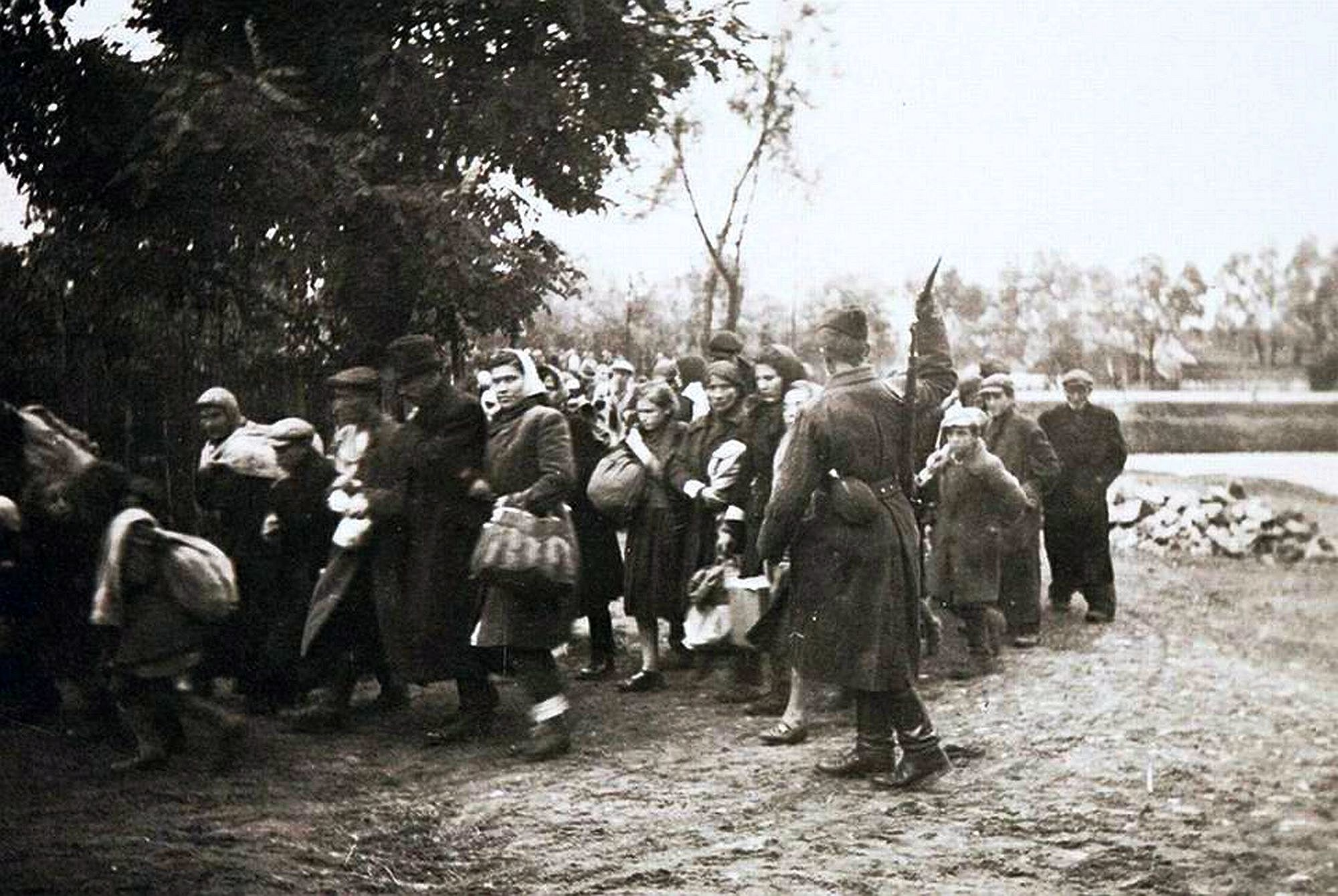
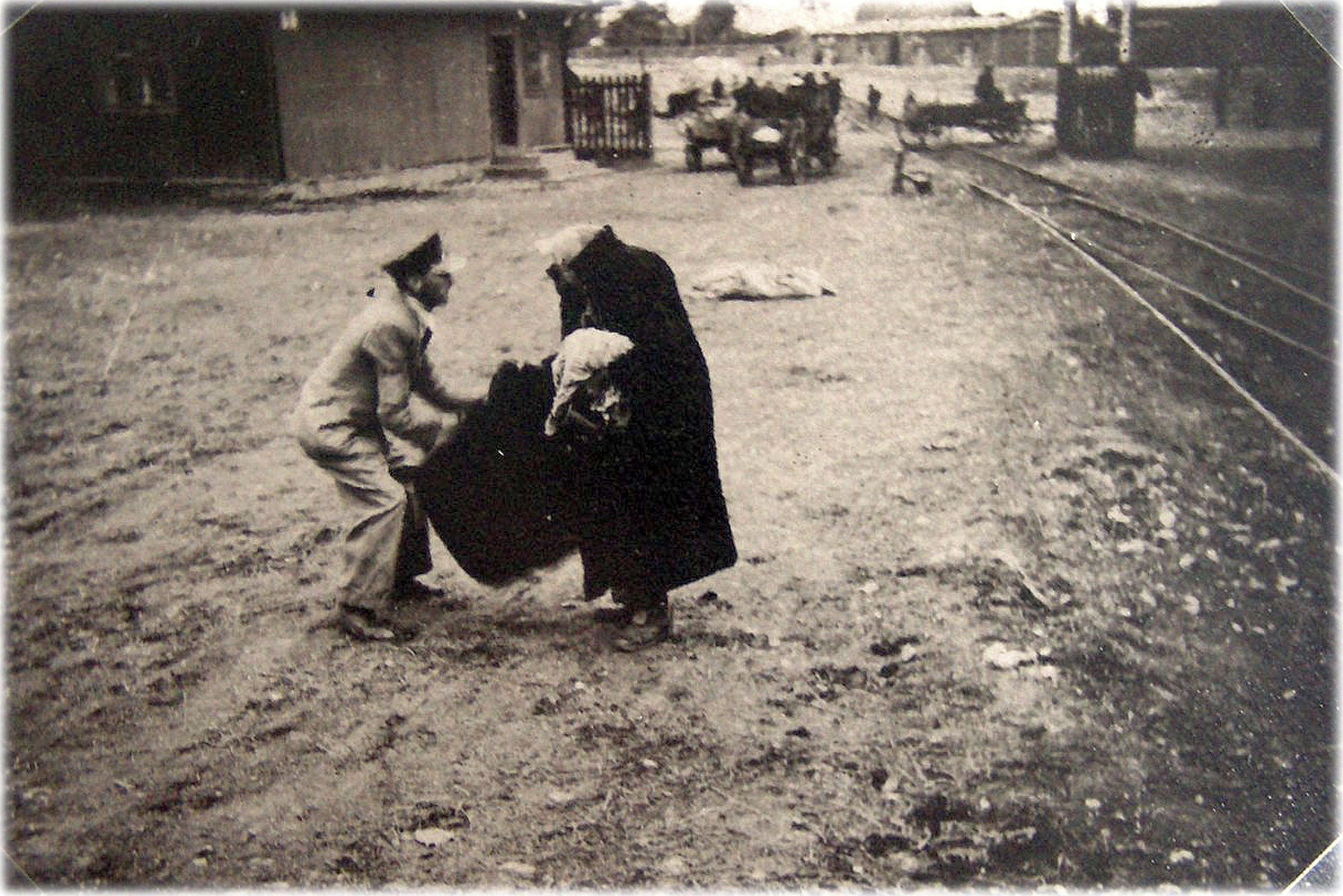
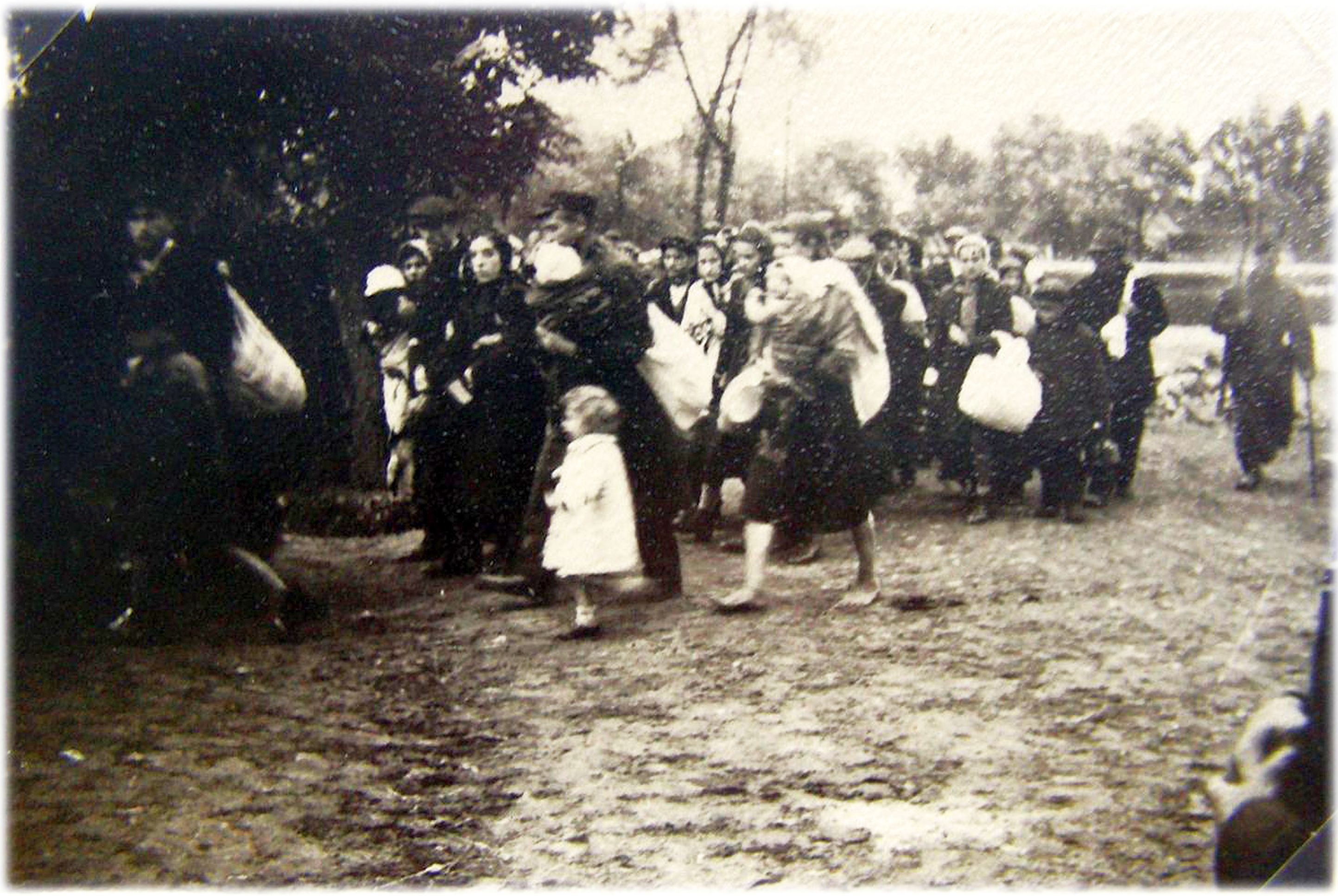
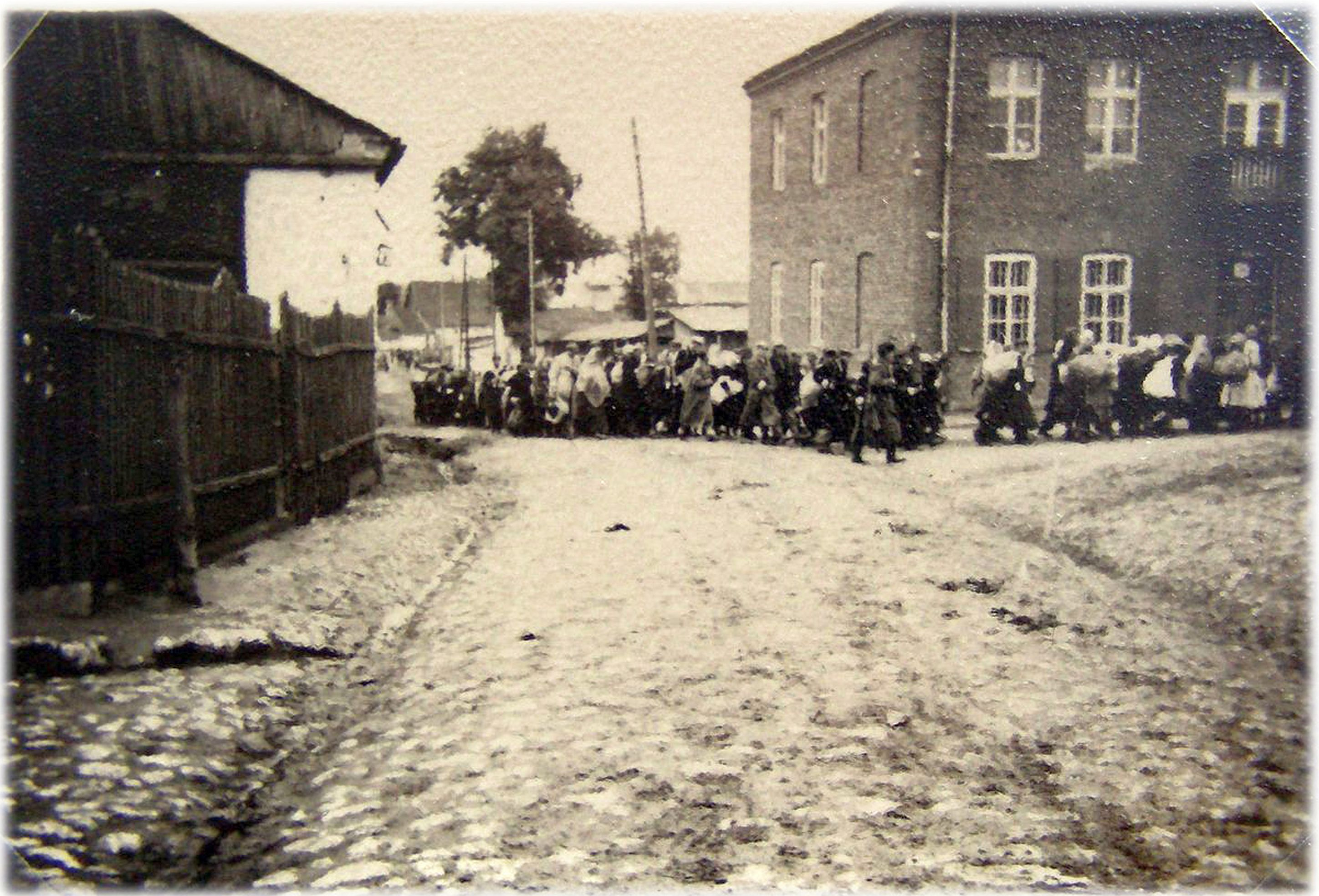
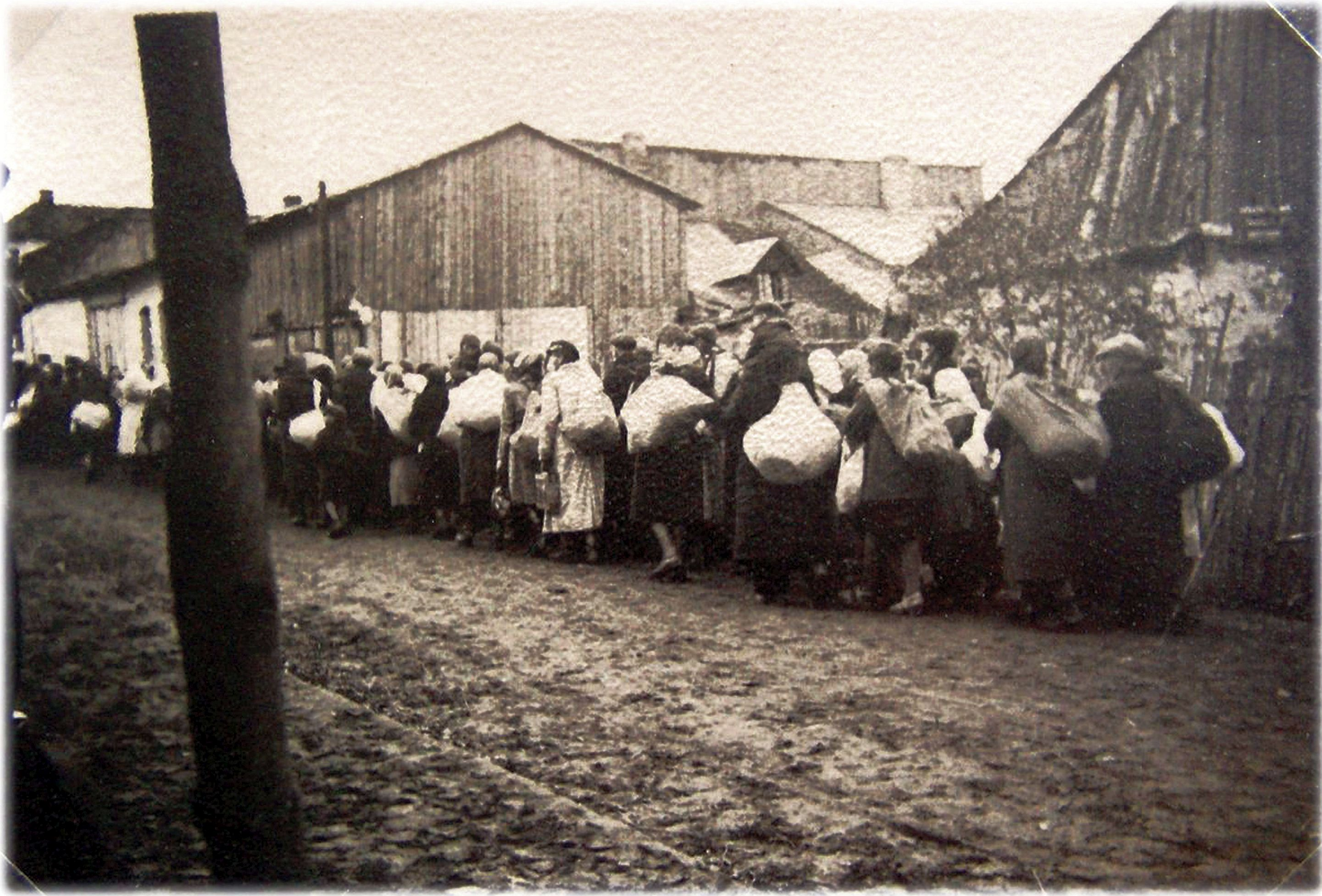

## Évolution de la population juive
| Population juive à Jędrzejów, |                         |                 |                      |
| Date                          | Population de Jędrzejów | Nombre de Juifs | Pourcentage de Juifs |
| 1861                          | 1 970                   | 57              | 2,9 %                |
| 1897                          | ~5 800                  | 2 050           | ~35,3 %              |
| 1921                          | 11 732                  | 4 685           | 39,9 %               |
| 1931                          | 12 857                  | 4 440           | 34,5 %               |
| 1939                          | ~14 000                 | 4 475           | ~32,0 %              |
| novembre 1940                 | -                       | ~4 200          | -                    |
| juin 1942                     | -                       | 3 807           | -                    |
| aout 1942                     | -                       | ~6 000          | -                    |
| octobre 1942                  | -                       | ~400            | -                    |
| février 1943                  | -                       | ~100            | -                    |
| mars 1943                     | -                       | 0               | -                    |